# Antylopa (ssaki)
Antylopa (Antilope) – rodzaj kopytnych ssaków z podrodziny antylop (Antilopinae) w obrębie rodziny wołowatych (Bowidae).

## Rozmieszczenie geograficzne
Rodzaj obejmuje jeden żyjący współcześnie gatunek występujący w Azji Południowej. 

## Systematyka
Rodzaj zdefiniował w 1766 roku niemiecki botanik i zoolog Peter Simon Pallas w publikacji swojego autorstwa o tytule Różności zoologiczne: w których opisano nowe i nieznane gatunki zwierząt, zilustrowano je obserwacjami i ikonami. Pallas wymienił kilkanaście gatunków – Antilope buselaphus Pallas, 1766, Antilope dorcas Pallas, 1766 (= Antilope pygargus Pallas, 1767), Capra cervicapra Linnaeus, 1758, Antilope corinna Pallas, 1766 (= Capra dorcas Linnaeus, 1758), Antilope kevella Pallas, 1766 (= Capra dorcas Linnaeus, 1758), Antilope gazella Pallas, 1766, Antilope dama Pallas, 1766, Antilope saiga Pallas, 1766, Antilope tragocamelus Pallas, 1766, Antilope oryx Pallas, 1766, Antilope scripta Pallas, 1766, Antilope strepsiceros Pallas, 1766, Capra rupicapra Linnaeus, 1758, Capra grimmia Linnaeus, 1758, †Antilope leucophaea Pallas, 1766, Antilope bezoartica Pallas, 1766 (= Capra gazella Linnaeus, 1758) i Antilope reversa Pallas, 1766 (= Antilope redunca Pallas, 1767) – Gatunkiem typowym jest (późniejsze oznaczenie) Capra cervicapra Linnaeus, 1758.

### Etymologia
- Antilope (Antelope, Antelopa): łac. antalopus ‘antylopa’, od gr. ανθoλοψ antholops ‘antylopa’[10].
- Cervicapra: zbitka wyrazowa nazw rodzajów: Cervus Linnaeus, 1758 (jeleń) oraz Capra Linnaeus, 1758 (koziorożec)[11]. Gatunek typowy (oznaczenie monotypowe): Capra cervicapra Linnaeus, 1758.
- Cerophorus: gr. κερας keras, κερατος keratos ‘róg’; -φορος -phoros ‘noszący’, od φερω pherō ‘nosić’[12]. Gatunek typowy: de Blainville wymienił kilkadziesiąt gatunków, nie wyznaczając gatunku typowego.

### Podział systematyczny
Do rodzaju należy jeden występujący współcześnie gatunek: 
- Antilope cervicapra (Linnaeus, 1758) – antylopa indyjska

Opisano również wymarłe, plioceńskie gatunki:
- Antilope intermedia Khan & Akhtar, 2014[15]
- Antilope koufosi (Kostopoulos, 1998)[16]
- Antilope subtorta Pilgrim, 1937[17]